# Дегутис, Ричардас
Ричардас Дегутис (лит. Ričardas Degutis; род. 20 мая 1966, Вильнюс, Литовская ССР, СССР) — литовский государственный служащий и дипломат.

## Биография
Родился 20 мая 1966 года. В 1984 году окончил среднюю школу имени Саломеи Нерис в Вильнюсе. В 1984—1991 годах учился на историческом факультете Вильнюсского университета. Стажировался в Институте международных исследований при Университете Лидса в Великобритании, в Колледже стратегических наук и экономической обороны при Центре исследований европейской безопасности имени Джорджа Маршалла.
Трудовую деятельность начал в Министерстве иностранных дел в 1991 году в качестве специалиста отдела по странам СНГ. В 1992—1996 годах служил первым секретарём посольства Литвы в Москве, затем политическим советником.
В 1996—1998 годах был начальником отдела стран СНГ в политотделе Министерства иностранных дел Литвы. В 1998—2002 годах работал политическим советником в посольстве Литвы в Лондоне и советником министерства.
В 2002—2003 годах в Министерстве иностранных дел возглавлял II Департамент двусторонних отношений. В 2003—2005 годах был главой Департамента Восточной Европы и Центральной Азии.
В 2005—2008 годах — посол Литвы в Грузии. В 2006 году Дегутису было присвоено звание чрезвычайного и полномочного посла Литовской Республики. В 2008—2009 годах работал в Департаменте регионального сотрудничества при Министерство иностранных дел Литвы, в 2009 году — в Департаменте политики восточного соседства. В 2009—2011 годах — генеральный консул Литвы в Санкт-Петербурге. С сентября 2011 по июль 2016 года — посол Литвы в Латвии. В 2016 году был назначен вице-министром в Министерстве транспорта Литвы.
В 2003 году был награждён Рыцарским крестом ордена «За заслуги перед Литвой». В 2008 году был удостоен грузинского ордена Чести. Женат. Имеет сына и дочь.